# Manuel Balasch
Manuel Balasch Recort (Cornellá de Llobregat, 13 de mayo de 1928-ibídem, 13 de febrero de 2009) fue un religioso, helenista y traductor español nacido en Cataluña.
Fue catedrático de griego en la Universidad Autónoma de Barcelona. Publicó traducciones al catalán y al español de clásicos latinos y griegos para distintas editoriales  (Juvenal, Baquílides, Sófocles, Aristófanes, Polibio, Tucídides, Safo, Píndaro, Platón), tradujo al español por encargo del Consejo Superior de Investigaciones Científicas (CSIC), participó en la elaboración de algunas gramáticas de griego y latín para manuales de estudio de bachillerato y universitarios, colaboró en la segunda Antologia poètica universitària (1950) y escribió algunos estudios sobre escritores catalanes  como Carles Riba. En 1988 recibió el premio Ciudad de Barcelona y el Premio Crítica Serra d'Or por la traducción al catalán de la Ilíada. 
En 1991 fue galardonado con el Premio Creu de Sant Jordi. Desde 2000 fue miembro de la Real Academia de Buenas Letras de Barcelona. Falleció el 13 de febrer de 2009 en su localidad natal.

## Algunas obras
- Lírica grega arcaica (1963)
- Carles Riba, hel·lenista i humanista (1984)
- Carles Riba, poeta i humanista cristià (1991)
- Memorial del Pecador Remut : manuscrit de Barcelona.
- La Ilíada
- Dos motius grecs en la poesia de Rainer Maria Rilke (1996)
- Contribución al estudio de la lengua de Juvenal
- Ramon Roca-Puig, i la ciència dels papirs
- A propòsit de "Platón. De la perplejidad al sistema", de Josep Montserrat (1996)[3]